# Sarcé
Sarcé ist eine französische Gemeinde mit 268 Einwohnern (Stand 1. Januar 2022) im Département Sarthe in der Region Pays de la Loire; sie gehört zum Arrondissement La Flèche und zum Kanton Le Lude.
Nachbargemeinden von Sarcé sind: Coulongé, Aubigné-Racan, Verneil-le-Chétif, Mayet und Pontvallain.

## Sehenswürdigkeiten
- Kirche St. Martin (11. Jahrhundert) und die Priorei
- DHerrenhaus (Manoir) de Sarceau
- Mittelalterliche Burg, die von Pierre de Ronsard und dem Maler François Fouquet Dubois bewohnt wurde

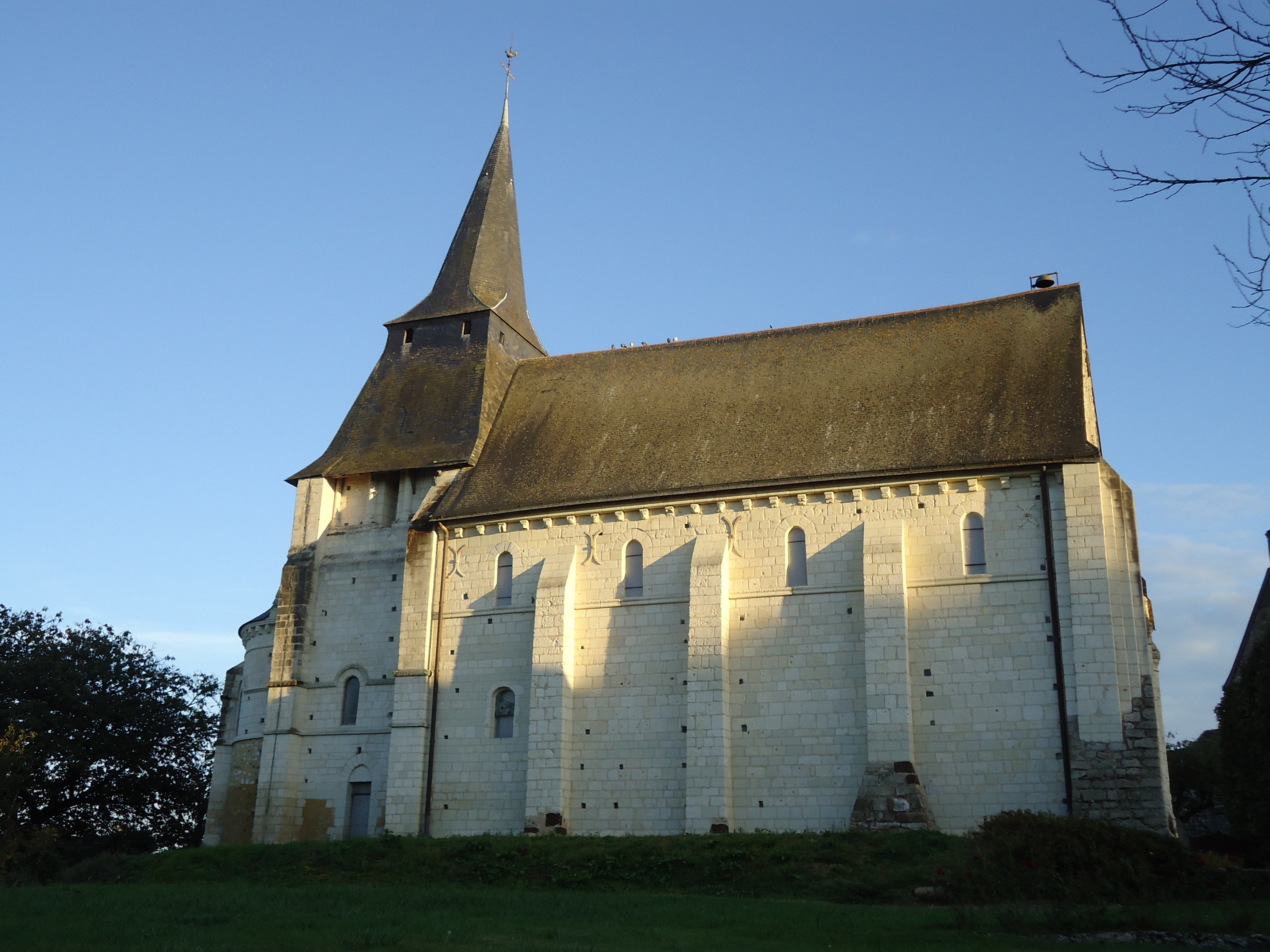
Kirche St. Martin